# Fasil Kenema SC
Fasil Kenema Sport Club w skrócie Fasil Kenema SC – etiopski klub piłkarski grający w pierwszej lidze etiopskiej, mający siedzibę w mieście Gonder.

## Sukcesy
- I liga[1]:
  - mistrzostwo (1): 2020/2021

- Puchar Etiopii[2]:
  - zwycięstwo (1): 2019

- Superpuchar Etiopii[3]:
  - zwycięstwo (1): 2019

## Występy w afrykańskich pucharach
| Sezon     | Rozgrywki           | Runda   | Kraj     | Klub                 | Dom | Wyjazd | Dwumecz |
| --------- | ------------------- | ------- | -------- | -------------------- | --- | ------ | ------- |
| 2019/2020 | Puchar Konfederacji | wstępna | Tanzania | Azam FC              | 1–0 | 1–3    | 2–3     |
| 2020/2021 | Puchar Konfederacji | wstępna | Tunezja  | US Monastir          | 2–1 | 0–2    | 2–3     |
| 2021/2022 | Liga Mistrzów       | wstępna | Sudan    | Al-Hilal Omdurman    | 2–2 | 1–1    | 3–3     |
| 2022/2023 | Puchar Konfederacji | 1       | Burundi  | Bumamuru FC          | 3–0 | 0–1    | 3–1     |
| 2022/2023 | Puchar Konfederacji | 2       | Tunezja  | Club Sportif Sfaxien | 0–0 | 0–1    | 0–1     |

## Stadion
Domowe mecze klub rozgrywa na stadionie o nazwie Fasiledes Stadium w Gonderze, który może pomieścić 5000 widzów.

## Reprezentanci kraju grający w klubie od 2014 roku
Stan na kwiecień 2023.
| - Fikadu Alemu - Fitsum Alemu - Mintesinot Allo - Menaf Awel - Yared Bayeh - Surafel Dagnachew - Bereket Desta - Yihun Endashew - Dawit Estifanos - Habtamu Gezahegn - Shimeket Gugesa - Binyam Habtamu - Solomon Habte - Aynalem Hailu - Mujib Kassim - Yidinkachew Kidane | - Ramkel Lok - Bezabeh Meleyo - Abdulkerim Mohammed - Abedrahman Mubarek - Mohammed Nasser - Aschalew Tamene - Jemal Tassew - Habtamu Tekeste - Amsalu Tilahun - Abel Yalew - Izu Azuka - Ifeanyi Edeh - Hamisi Kiiza - Yassar Mugerwa - Robert Ssentongo |